# Ливен, Генрих Иоганн
Генрих Иоганн фон Ливен (нем. Heinrich Johann von Lieven; 24 июня 1732 года — 3 февраля 1815 года) — геральдист и генеалог остзейского дворянства, живший и работавший в Российской империи.

## Биография
Из Ливенов. В возрасте 17 лет поступил на австрийскую военную службу; через три года, в 1752 году, перешёл в чине поручика на службу в Россию. Участвовал в нескольких сражениях Семилетней войны, принимал участие в русско-турецкой войне 1768—1774 годов; в 1770 году был назначен командиром Сибирского пехотного полка и комендантом крепости Килии (Бессарабия). В 1775 году переведён комендантом в финляндскую крепость Давидов, а в 1789 году, согласно прошению, по болезни уволен в отставку в чине бригадира.
Последние 25 лет жизни Ливен посвятил своему увлечению — генеалогии и геральдике остзейского (прибалтийского) дворянства; хотел написать его подробную историю и с этой целью собирал материалы, которые систематически печатались в сборниках «Nord. Miscellen» (кн. IX, Х, XV—XXIII). Сюда вошли статистико-топографические сведения о герцогствах Курляндии и Ceмигалии, исторические данные о временах шведского владычества в Лифляндии и Эстляндии и богатый запас материалов по истории лифляндского, эстляндского и курляндского дворянства.
Им же составлены были комментарии к курляндскому и лифляндскому гербовнику («Nord. Misс.», кн. XIII и XIV, стр. 5—562) и история родов графов Стенбок («Versuch einer historisch-, chronologisch- und biographischen Abstammung des heutigen gräflich Stenbockschen Geschlechts, von dessen ältesten bekannt gewordenen Ursprung an bis auf gegenwärtige Zeit fortgesetzt»; «Nord. Misc.», кн. І и II, стр. 135—336). Кроме того, Ливену приписываются дополнения к «Лифляндской библиотеке» F. G. Gadebusch’а («Nord. Misс.», ХVIIІ).